# 中国出口信用保险公司
中国出口信用保险公司，简称中国信保，是中华人民共和国“由国家出资设立、支持中国对外经济贸易发展与合作、具有独立法人地位的国有政策性保险公司”。

## 简介
2001年12月18日，中国出口信用保险公司成立，当时是中国唯一承办出口信用保险业务的政策性保险公司。公司资本金约300亿元人民币，以出口信用保险风险基金作为资本来源，由国家财政预算安排。
2011年5月14日，中华人民共和国国务院批复了中国出口信用保险公司改革实施总体方案和章程修订草案，进一步明确了中国出口信用保险公司的政策性定位，大幅度补充公司资本金。2011年6月底，中央汇金投资有限责任公司的200亿元人民币注资到位。
2011年11月，经中共中央政治局常委会批准，中国出口信用保险公司领导班子列入中央管理。2012年3月17日，中国出口信用保险公司升级为副部级央企。
中国出口信用保险公司由中华人民共和国财政部直接领导，同时接受中华人民共和国商务部和中华人民共和国外交部的业务指导，并且接受中国保险监督管理委员会的监管。

## 历任领导
| 董事长 - 王毅（2012年10月—，党委书记、董事长） | 监事长 - 陈佐夫（2012年10月—2014年，党委副书记、监事长） - 周立群（2014年12月—，党委副书记、监事长） | 总经理 - 唐若昕（2001年10月—2008年4月，党委书记、总经理） - 王毅（2008年4月—2012年10月，党委书记、总经理） - 罗熹（2013年11月—2016年1月，党委副书记、副董事长、总经理） |